# Annie Jiagge
Annie Ruth Jiagge (nhũ danh Baëta; 7 tháng 10 năm 1918 - 12 tháng 6 năm 1996) , còn được gọi là Annie Baëta Jiagge , là một luật sư, thẩm phán và nhà hoạt động vì quyền phụ nữ Ghana. Là phụ nữ Ghana đầu tiên trở thành luật sư, bà cũng là người phụ nữ đầu tiên ở Ghana và Khối thịnh vượng chung trở thành <a href="./Th%E1%BA%A9m%20ph%C3%A1n" rel="mw:WikiLink" data-linkid="undefined" data-cx="{&amp;quot;userAdded&amp;quot;:true,&amp;quot;adapted&amp;quot;:true}">thẩm phán</a>. Bà là một trong những người soạn thảo chính của Tuyên bố về xóa bỏ phân biệt đối xử với phụ nữ và là người đồng sáng lập của tổ chức Ngân hàng Thế giới Phụ nữ.

## Giáo dục và giáo dục sớm
Annie Ruth Baeta sinh ngày 7 tháng 10 năm 1918 tại Lomé, Togo thuộc Pháp. Cha bà là Robert Domingo Baëta, một mục sư dòng Trưởng lão còn mẹ bà Henrietta Baëta, họ thuộc nhóm sắc tộc Ewe ở đông nam Ghana và Togo. Anh trai bà,Christian Baëta, cũng là một học giả, một mục sư có tiếng ở Ghana, người có vai trò quan trọng trong việc thành lập Đại học Ghana, Legon vào năm 1948. Cha mẹ bà muốn bà có một nền giáo dục kiểu Anh và cho bà sống ở thị trấn ven biển Keta (lúc đó ở Togo thuộc Anh) với bà ngoại.
Baeta theo học tại Achimota College và lấy chứng chỉ giáo viên năm 1937. Bà là Hiệu trưởng tại trường Nữ sinh Tin Lành Trưởng lão từ 1940 đến 1946. Sau khi các tòa nhà của trường bị bão biển cuốn trôi vào năm 1940, các nữ sinh bị chuyển tới học chung với trường dành cho các nam sinh. Baeta tìm cách xây dựng dàn nhạc nhà thờ thành một nhóm kịch thành công, tổ chức lưu diễn khắp Bờ biển Vàng và Togo, cuối cùng gây đủ quỹ để xây trường mới cho nữ sinh vào tháng 12 năm 1945.

### Học tại Luân Đôn
Baeta vượt qua kỳ thi tuyển sinh London năm 1945. Nhờ tác động của anh trai Christian và tiền mẹ bà ây mượn, Baeta được nhận vào Trường Kinh tế và Khoa học Chính trị Luân Đôn năm 1946. Các đồng nghiệp nam của bà đến từ Gold Coast đã thúc giục bà từ bỏ việc học, nghĩ rằng họ quá khó khăn với một người phụ nữ. Một người đề nghị sắp xếp một vị trí cho bà tại Học viện Paris để học thiết kế trang phục. Bà nói với họ rằng bà sẽ trở lại Gold Coast nếu bà không vượt qua kỳ thi đầu tiên, và bà đã thi qua. Beaeta đã nhận được cư nhân luật vào năm 1949 và được Hội Luật sư Lincoln tiếp nhận năm sau đó. Baëta cũng tham gia vào công việc tôn giáo và xã hội trong thời gian rảnh ở London, tổ chức các trại thanh niên của Hiệp hội Cơ đốc Phụ nữ Trẻ (YWCA) và được bầu vào Ủy ban Điều hành của YWCA Thế giới trong những năm cuối thời sinh viên.

## Sự nghiệp luật, hoạt động quyền phụ nữ và di sản
Baeta mở hãng luật tư khi trở lại Bờ biển Vàng vào năm 1950. Bà khởi xướng một phong trào vận động thành lập YWCA cho Bờ biển Vàng. Baeta kết hôn với Fred Jiagge vào ngày 10 tháng 1 năm 1953. Cùng năm đó bà bỏ vị trí luật sư để nhận chức thẩm phán vào tháng 6 năm 1953. Từ năm 1954, bà bắt đầu thường xuyên tham dự các hội nghị của Hội đồng Giáo hội Thế giới. Từ 1955 đến 1960, bà là chủ tịch của YWCA Ghana. Năm 1959, bà trở thành thẩm phán cho tòa lưu động.
Bất công gặm nhấm tôi từ bên trong. Tôi trở nên rất bứt rứt mỗi khi tiếp xúc với nó.— Annie Jiagge

 Sau khi biết một phụ nữ trẻ nông thôn đến thành phố Accra tìm việc bị hãm hiếp, Jiagge đã vận động tổng thống Ghana Kwame Nkrumah để đảm bảo chỗ ở an toàn cho những phụ nữ từ xa tới thủ đô, và tới năm 1961 gây quỹ để xây một ký túc xá của phụ nữ YWCA. Năm đó cô trở thành thẩm phán của Tòa phúc thẩm Công lý. Từ 1961 đến 1976, cô là thành viên hội đồng của Đại học Ghana. Từ năm 1962 tới 1972, bà được chỉ định đại diện cho Ghana trong Ủy ban Liên hiệp quốc về Tình trạng Phụ nữ, trở thành báo cáo viên của ủy ban năm 1966 và chủ tịch phiên họp thứ 21 của Ủy ban năm 1968.
Jiagge đã được trao Huân chương danh dự của Ghana và Giải thưởng quốc tế Gimbled cho các hoạt động nhân đạo năm 1969. Bà được chỉ định là thẩm phán của Tòa thượng thẩm cùng năm đó, tòa án cao nhất tại Ghana vào thời điểm đó, và là phụ nữ từng nhận vị trí này. Năm 1975, bà thành lập Hội đồng Quốc gia về Phụ nữ và Phát triển Ghana và là chủ tịch đầu tiên. Với tư cách là chủ tịch, bà triệu tập một cuộc họp của phụ nữ Ghana để tìm hiểu quan điểm của họ về Bình đẳng, Phát triển và Hòa bình, chủ đề của Hội nghị Phụ nữ Quốc tế năm 1975 tại Mexico. Bà đã học được rằng tiếp cận tín dụng là ưu tiên hàng đầu của phụ nữ nước bà và dẫn đầu phái đoàn của Ghana đến hội nghị. Cô và những người khác đã cam kết cấp vốn ban đầu cho một ngân hàng phụ nữ và thành lập tổ chức Stitching to Promote Women's World Banking (nay là Ngân hàng Thế giới Phụ nữ) tại New York. Sau đó, cô phục vụ trong hội đồng quản trị của Ngân hàng Thế giới Phụ nữ ở Ghana. Jiagge cũng từng là chủ tịch của Hội đồng Giáo hội Thế giới từ năm 1975 đến 1983. Năm 1979, bà là thành viên của hội nghị lập hiến soạn thảo ra hiến pháp của Cộng hòa thứ ba của Ghana. Bà là người điều hành của Hội đồng Giáo hội Thế giới cho Chương trình chống phân biệt chủng tộc từ năm 1984 đến năm 1991 và được huy động chống lại hệ thống phân biệt chủng tộc của Nam Phi.
Jiagge được bổ nhiệm làm Chánh án Tòa phúc thẩm năm 1980. Năm đó, bà lại dẫn đầu phái đoàn Ghana đến Hội nghị Phụ nữ Quốc tế tại Copenhagen. Bà vẫn là Chủ tịch của Tòa phúc thẩm cho đến khi nghỉ hưu năm 1983. Bà đã giúp lập kế hoạch Hội nghị Thế giới về Phụ nữ lần thứ tư với tư cách là thành viên của nhóm cố vấn của Tổng thư ký LHQ năm đó. Năm 1985, bà phục vụ trong một hội đồng của Liên Hợp Quốc để tiến hành Phiên điều trần công khai về các hoạt động của các tập đoàn xuyên quốc gia ở Nam Phi và Namibia. Bà cũng phục vụ trong Ủy ban chuyên gia soạn thảo Hiến pháp Ghana năm 1991.
Từ năm 1993 cho đến khi bà qua đời, Jiagge phục vụ trong Hội đồng Nhà nước của Ghana. Bà mất vào ngày 12 tháng 6 năm 1996 tại Accra. Các bài giảng Tưởng niệm Công lý Annie Jiagge được thành lập bởi Bộ Phụ nữ và Trẻ em năm 2009. Một nhà trọ, Nhà Annie Baëta Jiagge, trước đây, Nhà 17, tại trường cũ của bà, Trường Achimota được đặt tên trong ký ức của cô để công nhận vai trò của bà là một người tiên phong trong nghề luật ở Ghana.

## đọc thêm
- Snyder, Margaret C.; Tadesse, Mary (1995). "A conversation with Justice Annie Jiaggie". African Women and Development: A History: The story of African Training and Research Centre for Women of the United Nations Economic Commission for Africa (ấn bản thứ 1). Johannesburg: Witwatersand University Press. tr. 18–24. ISBN 1-85649-299-0.